# 韋恩·肖特
韦恩·肖特（英語：Wayne Shorter，1933年8月25日—2023年3月2日），美国爵士乐萨克斯手、作曲家及乐队领队，最早于1959年加入雅特·布雷奇的爵士樂使者乐队时成名，最终成为该乐队主要作曲人。1964年，他加入了邁爾士·戴維斯的“五重奏乐队”。1970年，肖特与另一名音乐人共同创立了氣象報告樂團，音乐风格主要为融合爵士乐。作为领头人，他为气象报告乐团贡献了20多张专辑。
肖特一生共获得过12次格莱美奖，他的许多作曲已经被当做爵士乐的标准。肖特起初主要演奏次中音萨克斯管，后于1960年代末开始逐步尝试高音萨克斯管。1970年，高音萨克斯管成为《重拍》杂志的一份调查中民众最喜欢的乐器，肖特开始重点磨练高音萨克斯。2008年，《纽约时报》乐评人班·拉特利夫撰文认为肖特“可能是爵士乐界最杰出的在世小众作曲家，以及是最杰出的在世即兴演奏者的集大成者”。2017年，肖特凭借其音乐成就获得保拉音乐奖

## 早年岁月
肖特出生于新泽西州的纽华克，于1952年毕业于纽华克艺术高中，同年被纽约大学录取。年轻时期的他除了喜欢音乐之外，还非常热爱漫画书和科幻小说。肖特的母亲通过绘画等方式，从小培养起了肖特兄弟二人的艺术兴趣。16岁时，肖特在父母的鼓励下报了一个单簧管兴趣班，其后兴趣转向次中音萨克斯管。肖特的哥哥艾伦·肖特一开始是一名中音薩克斯手，后来在大学是改为演奏小号。1956年，肖特从纽约大学获得音乐教育学位，之后的两年中，肖特前往美国陆军服役，期间曾短暂与霍勒斯·席尔瓦共同演奏乐曲。退伍后，肖特开始和音乐人梅纳德·弗格森一起演奏。青年时期的肖特因为时常表现得心不在焉且喜欢空想，因此得名“Mr. Gone”，这个名字后来被用作气象报告乐团一张专辑的标题，

## 职业生涯
在职业生涯的早期，肖特受到桑尼·羅林斯、約翰·柯川和科尔曼·霍金斯等音乐大师的很大影响。1959年，肖特加入雅特·布雷奇创立的爵士乐使者乐队。在陪伴这个乐队的四年时间里，肖特最终成为了乐队的音樂總監，并为乐队作了许多曲子。他还参加过该乐队的众多巡演，去过的地方包括美国、日本和欧洲。这段时期的肖特被认为是“最有才华的年轻萨克斯手”，渐渐开始走入国际视野。

### 与邁爾士·戴維斯的合作（1964年–1970年）
賀比·漢考克在谈到肖特与邁爾士·戴維斯五重奏乐队的过往时表示，在他心目中，爵士乐使者中的“大师”只有肖特，且来自他的稿件几乎不需要修改，在当时属于少数。戴维斯将肖特称为“真正的作曲家”，因为他创作乐曲的目的就是为了让这些作品能够被听到；同时，戴维斯指出肖特能够时常保持好奇心，“知道音乐中的自由是指能了解音乐的规则，并让这些规则为自己的喜好服务”。
苏格兰音乐人、简明指南出版社作家伊恩·卡尔认为，肖特在与戴维斯合作时找到了自己作为演奏者和作曲家的感觉。他表示雅特·布雷奇强硬而朴实的曲风无法让肖特得到充分发挥，而戴维斯则给予了肖特更多自由，从而让他能够探索情绪和技巧上的新领域。
1968年五重奏乐队解散后，肖特与戴维斯的合作则继续维持，直到1970年两人最后共同进行了几次现场表演以及制作了歌曲之后方才终止。
1968年以前，肖特演奏的主要乐器是次中音萨克斯。在戴维斯的常规专辑里，肖特最后一次演奏次中音萨克斯是在《Filles de Kilimanjaro》。1969年，肖特开始在戴维斯的专辑《In a Silent Way》以及他自己和戴维斯的伴奏师奇克·柯瑞亞、约翰·麦克劳林合作制作的专辑《Super Nova》中演奏高音萨克斯；而在1969年夏到1970年早春期间，肖特两者都有演奏。到了1970年代初，肖特主要演奏高音萨克斯。

#### 与蓝色音符的合作
与戴维斯合作的同时，肖特亦有为蓝色音符唱片公司演奏过多首乐曲，且大多出自他本人。从1964年到1970年间，肖特一共为蓝色音符制作了11张专辑，其中第一张为与李·摩根（小号）、麦考伊·泰纳（钢琴）、雷吉·沃克曼（贝斯）和埃尔文·琼斯（鼓手）合作制作的《Night Dreamer》，除此之外还包括《Juju》、《The All Seeing Eye》、《Adam's Apple》、《Schizophrenia》等。
肖特偶尔会担任唐诺·拜尔德、麦考伊·泰纳、格拉尚·蒙库尔三世、弗雷迪·哈伯德、李·摩根、賀比·漢考克和托尼·威廉姆斯的伴奏师，其中除了汉考克和威廉姆斯外，其余基本都是蓝色音符的艺人。

### 气象报告乐团（1971年–1986年）

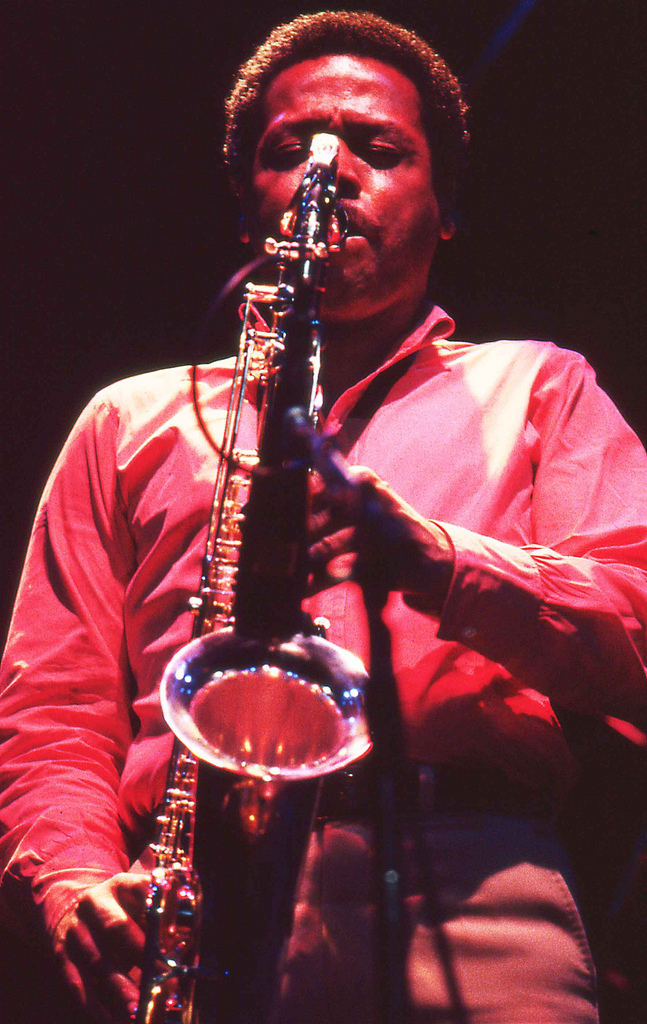
作为气象报告乐团成员在阿姆斯特丹表演的肖特，摄于1980年

1970年与蓝色音符合作发布专辑《Odyssey of Iska》后，肖特与戴维斯的键盘手乔·扎维努尔和贝斯手米罗斯拉夫·维图斯组建了气象报告乐团。乐团成立之初的其他成员还包括打击乐器手艾尔托·莫雷拉和鼓手阿方斯·穆森。由于成员与迈尔士·戴维斯五重奏乐队重合度大，气象报告乐团一度被认为是后者的分支。维图斯于1973年离开后，肖特和扎维努尔共同带领这支乐团，直到1985年解散。在气象报告乐团存在的十几年里，随着傑可·帕斯透瑞斯、彼得·厄斯金、欧马尔·哈基姆等各式各样音乐人的加入，乐团产出的作品也富含各种风格，包括放克、波普、拉丁爵士、民族音乐和未来主义风格等。
作为乐队领头人，肖特也录制过多张广受好评的专辑，包括1974年由汉考克和巴西音乐人弥尔顿·纳西门托主唱的《Native Dancer》。

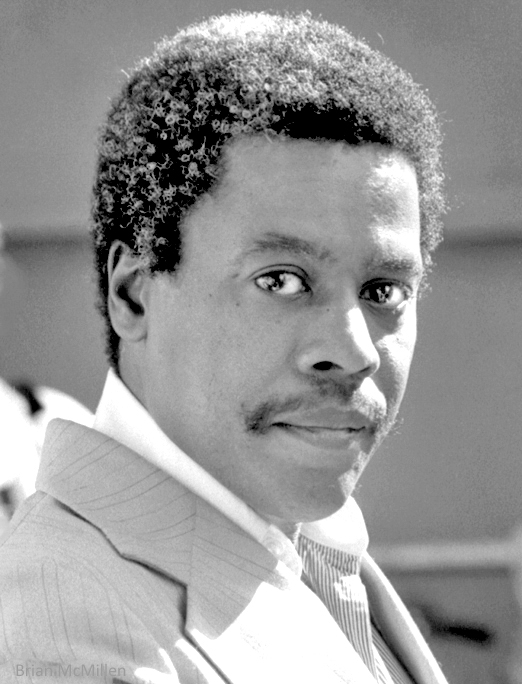
伯克利爵士音乐节上的肖特，1980年5月25日

1970年代末和1980年代初，肖特跟随V.S.O.P.乐团前往各地巡演。该乐团也是一个五重奏乐团，大部分成员都是之前戴维斯乐团的成员，只有小号手换成了弗雷迪·哈伯德。1980年，在歌手卡洛斯·山塔那推出的双面唱片《The Swing of Delight》中，肖特和他的戴维斯乐团伙伴再次合作，同时，此专辑的大部分歌曲的曲谱皆出自肖特之手。
1977年至2002年间，肖特与琼尼·米歇尔展开合作，参与了后者10张专辑的制作，并因此收获了更多听众。1977年，肖特在史提利·丹专辑《Aja》的同名歌曲中负责了一段独奏。

### 后期
1986年离开气象报告乐团后，肖特继续工作于融合爵士乐领域。在1987年的盧加諾爵士音乐节上，肖特与键盘手吉姆·比尔德、贝斯手卡尔·詹姆斯、鼓手特里·林恩·卡灵顿与打击乐器手玛里琳·梅热一起举办了一场音乐会。1988年，肖特与之前合作过的吉他手卡洛斯·山塔那举办了一次巡演。
1989年，肖特在唐·亨利的歌曲《The End of the Innocence》中负责了一段萨克斯独奏，同年又参与制作了葡萄牙歌手皮拉尔·霍姆·德·梅洛的专辑《Pilar》。这段时期的肖特与賀比·漢考克仍偶有合作，两人曾与其他歌手为故去的好友戴维斯制作过一张致敬专辑。1990年代，肖特继续与米歇尔合作。而在1993年，肖特曾为哈里森·福特的电影《亡命天涯》制作背景音乐。
1995年，肖特时隔七年再次发布独奏专辑《High Life》，同时这张专辑也是他进入神韻唱片后的第一张专辑，专辑中的所有作曲均由肖特一手包办，而在制作专辑时则是与贝斯手馬克思·米勒和钢琴手、音乐合成师、声音设计师雷切尔·卡梅尔·哈基姆合作。1996年，《High Life》在第39届格莱美奖颁奖典礼上夺得最佳当代爵士乐专辑奖。
1997年，肖特再次与汉考克合作，推出专辑《1+1》，该专辑中一首以缅甸社运人士昂山素季为名的歌曲为两人各自夺得一项格莱美奖。
2009年，格纳瓦与世界音乐节摩洛哥索维拉分场主办方宣布，肖特将是本场音乐节的头号演出之一。2010年，肖特再次与蓝色音符合作，推出现场专辑《Without a Net》。

#### 四重奏乐团

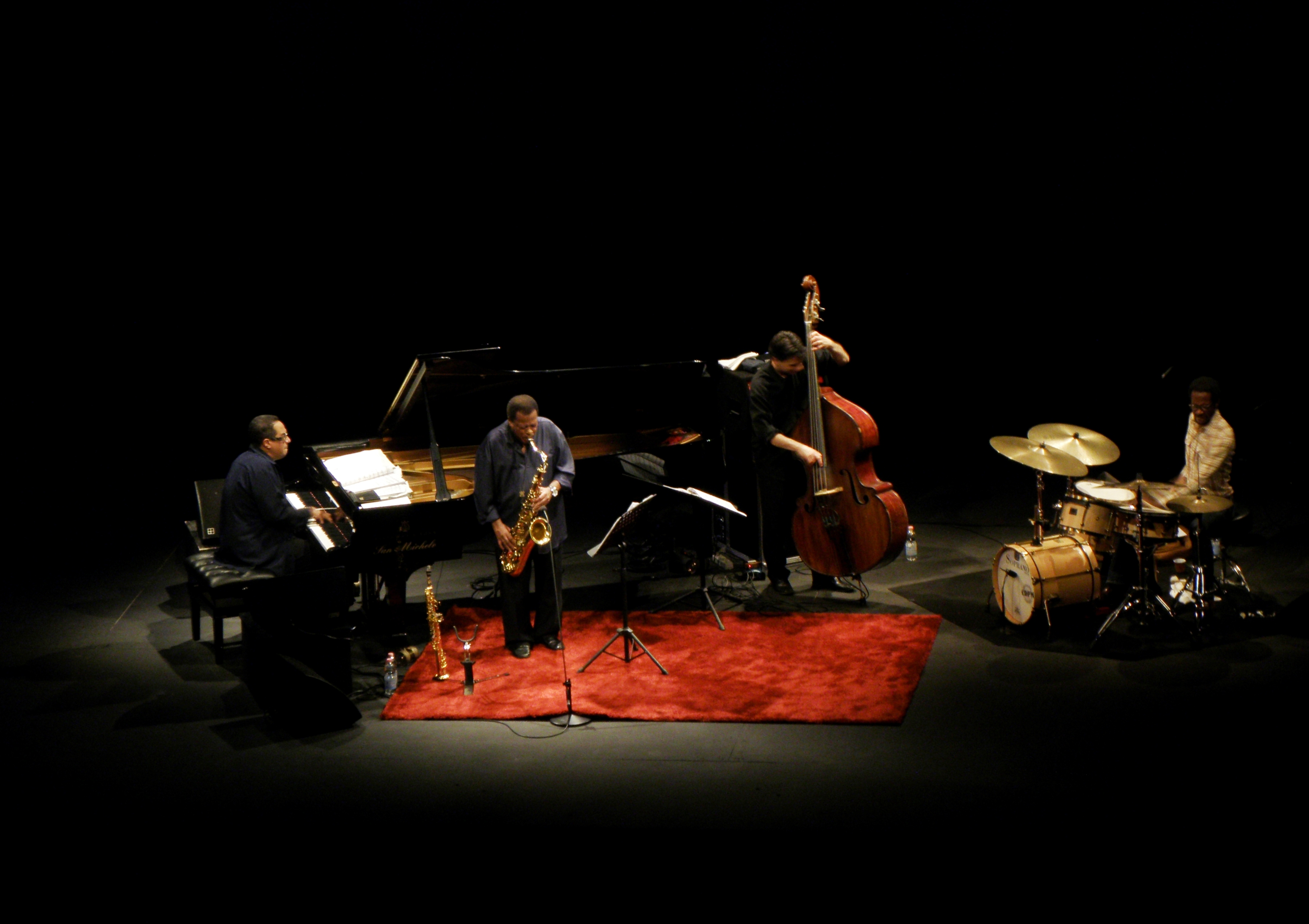
2010年在米兰表演的韦恩·肖特四重奏乐团

2000年，肖特与钢琴手达尼洛·佩雷斯、贝斯手约翰·帕蒂图奇和鼓手布莱恩·布拉德组成了一个以自己名字命名的长期四重奏音乐团体，主要演奏肖特自己作曲的作品，且很多都是1960年代以前的作品。目前该乐团已经发布了《Footprints Live!》、《Beyond the Sound Barrier》、《Without a Net》、《Emanon》等四张专辑，其中《Beyond the Sound Barrier》获得2006年格莱美年度最佳纯音乐专辑奖。该乐团在粉丝群和评论界都拥有不错的评价，其中肖特的次中音萨克斯演奏尤其受到好评。
2004年，记者米歇尔·默瑟（Michelle Mercer）为肖特创作了一本名为《Footprints: The Life and Work of Wayne Shorter》的传记，回顾了肖特的职业生涯，并探讨了肖特的思想和佛教信仰。
继《High Life》发布十年之后，肖特于2003年与钢琴手布拉德·梅尔道、鼓手特里·林恩·卡灵顿和前气象报告乐团打击乐器手亚历克斯·阿库纳合作，再次推出录音室专辑《Alegría》，专辑中既有肖特在与戴维斯合作时期创作的歌曲的重制版，也包含一些新曲。2004年，《Alegría》被评为格莱美奖年度最佳纯音乐专辑。

#### 《Wayne Shorter: Zero Gravity》
2015年，制片人兼导演多尔赛·阿拉维 （Dorsay Alavi）开始为肖特制作一部《Wayne Shorter: Zero Gravity》的纪录片，包括賀比·漢考克、愛絲佩藍薩·斯伯汀、特里·林恩·卡灵顿等在内的多名音乐人纷纷在一次捐赠活动上表演以为该片筹款，赫伯·阿尔珀特的基金会和卡洛斯·山塔那捐款最多。2018年，片方完成了一个四小时的剪辑片段，随后畢·彼特带领其制片公司加入制作。由于2019冠状病毒病疫情等原因，该片几经推迟，最终于2023年8月被制作成一部三小时的迷你剧，并被发布到Amazon Prime Video。

#### Mega Nova巡演
2016年，肖特、卡洛斯·山塔那和賀比·漢考克宣布将带领一个超級樂團举行一次名为“Mega Nova”的巡演，参与巡演的其他成员包括贝斯手馬克思·米勒以及卡洛斯的妻子、鼓手辛蒂·布萊克曼·山塔那。本次巡演第一场于8月24日在好萊塢露天劇場举行。

#### 《伊菲革涅亚》
2018年，肖特宣布出于身体原因，决定结束将近70年的表演生涯，但他仍继续工作于作曲领域，又制作了一部根据一名同名希腊神话人物的故事改编的肥皂剧《伊菲革涅亚》，这部肥皂剧的剧本为愛絲佩藍薩·斯伯汀创作，场景布置则是由建筑师法蘭克·蓋瑞操办。2021年11月12日，《伊菲革涅亚》在卡特勒庄严剧院首映

## 个人生活
肖特于1961年结识第一任妻子，两人育有一个女儿。肖特的部分作品的版权标注即是他女儿的名字，他亦有为他女儿创作过两首歌曲。
1964年，肖特与第一任妻子离婚。1966年，肖特与安娜·玛丽亚·帕特里西奥相遇，两人于1970年结婚，安娜所生的女儿于1986年14岁时因严重癫痫不幸夭折。1996年7月17日，安娜和侄女达莉拉计划前往意大利探望肖特时发生空难，不幸在環球航空800號班機空難中丧生。达莉拉的父母是安娜的姐姐和姐夫乔恩·吕西安，后者也是一名爵士乐歌手。1999年，肖特与安娜的好友结婚。
肖特笃信法華系佛教超过五十年，是國際創價學會的一名成员。
歌手、演员蒂娜·特纳曾盛赞肖特救过她的命，根据她在2020年的回忆录《Happiness Becomes You》中忆述，她在1976年逃离有虐待倾向的丈夫艾克·特纳后，在肖特的家里住了六个月。
2023年3月2日，肖特在洛杉矶逝世，享年89岁。

### 荣誉

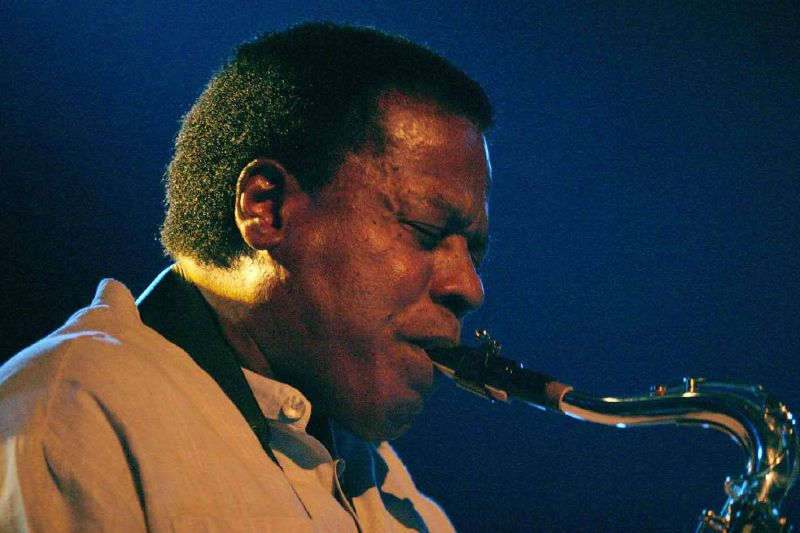
2006年的肖特

1999年，伯克利音樂學院授予肖特荣誉音乐博士学位。
2013年9月7日，賀比·漢考克爵士音乐研究院（前身为塞隆尼斯·孟克爵士音乐研究院）向肖特颁发终身成就奖。
2014年12月18日，美国國家錄音藝術科學學院授予肖特格萊美終身成就獎，以表彰他对本国文化和历史的众多贡献。
2016年，肖特获得古根海姆獎作曲方面奖项，成为该年度唯一一名获得这个荣誉的爵士音乐人。
2017年，保拉音乐奖颁奖委员会宣布肖特为该年度的最终赢家。
2018年， 约翰·肯尼迪表演艺术中心向肖特颁发肯尼迪中心荣誉奖，以表彰他对艺术的终身贡献。
2023年4月22日，BBC广播三台播放了一段90分钟的广播，以向肖特致敬。
2023年8月，好莱坞露天剧场为肖特举办了一场致敬音乐会，由贺比·汉考克主持，卡洛斯·山塔那、琼尼·米歇尔等一种音乐人均到场参加。